# Hữu Kiên
Hữu Kiên là một xã thuộc huyện Chi Lăng, tỉnh Lạng Sơn, Việt Nam.
Xã Hữu Kiên có diện tích 82,9 km², dân số năm 1999 là 2.561 người, mật độ dân số đạt 31 người/km².
Theo thống kê năm 2019, xã Hữu Kiên có diện tích  km², dân số là 2.677 người, mật độ dân số đạt 32 người/km².